# Фоменко Михайло Володимирович
Михайло Володимирович Фоменко (12 березня 1934, село Копані, Гуляйпільський район, Запорізька область — 30 травня 2014, Київ) — міністр освіти УРСР (1979–1990), дійсний член Академії педагогічних наук України. Депутат Верховної Ради УРСР 10—11-го скликань. Член Ревізійної комісії КПУ в 1981—1986 роках. Член ЦК КПУ в 1986—1990 роках.

## Біографія
У 1952—1960 роках — вчитель середньої школи № 1, у 1960—1962 роках — заступник директора з навчально-виховної роботи восьмирічної школи № 3 села Водяне Кам'янсько-Дніпровського району Запорізької області.
Член КПРС з 1960 року.
У 1961 році закінчив Запорізький державний педагогічний інститут, вчитель російської мови і літератури.
У 1962—1965 роках — завуч середньої школи № 84, директор середньої школи № 5, у 1965–1967 роках — завідувач районного відділу народної освіти, завідувач міського відділу народної освіти міста Горлівка Донецької області.
У 1967—1969 роках — заступник завідувача обласного відділу народної освіти Донецької області.
У 1969—1971 роках — заступник завідувача відділу науки та навчальних закладів Донецького обласного комітету КПУ.
У 1971–1974 роках — завідувач сектору відділу науки і навчальних закладів ЦК КПУ.
У 1974—1979 роках — 1-й заступник міністра освіти Української РСР.
3 липня 1979 — 3 серпня 1990 року — міністр освіти Української РСР.
У 1990—1996 роках — завідувач відділу освіти, культури, охорони здоров'я та соціального забезпечення Кабінету Міністрів України.
Потім — на пенсії в Києві.
Автор понад 50 наукових праць.

## Нагороди
- орден Трудового Червоного Прапора
- орден Дружби народів
- ордени
- медалі